# Brian Savage
Brian Savage (* 24. února 1971 v Greater Sudbury, Ontario) je bývalý kanadský hokejový útočník a trenér.

## Hráčská kariéra
Brian Savage začal svou juniorskou kariéru v rodném městě, přesněji za tým Sudbury Cubs hrající soutěž Northern Ontario Junior Hockey League v sezóně 1989/90. Poté přešel studovat na univerzitu v Miami, kde hrával za tamní tým Miami RedHawks působící v soutěži Central Collegiate Hockey Association. V univerzitě Miami strávil tři roky. Během tohoto období byl v roce 1991 vybrán ve vstupním draftě NHL v osmého kole z celkového 171. místa týmem Montreal Canadiens. Po ukončení studia v roce 1992 se připojil ke kanadské reprezentaci, která se připravovala na významné soutěže jako mistrovství světa anebo olympijské hry. Na první významnou reprezentační akci byl nominován na mistrovství světa 1993, které se konalo v Německu. S reprezentací skončili těsně pod medailovým umístěním. Následující rok se připravoval s reprezentací Kanady na účast na olympijských hrách 1994, na které byl nominován. Nejvíce zazářil v důležitém utkání proti Česku ve čtvrtfinále, dvakrát prostřelil brankáře Petra Břízu a srovnal výsledek na 2:2, následovalo prodloužení, které vyhrála Kanada. Ve finále nestačili na Švédsko, s reprezentací se nakonec radovali ze zisku stříbrných medailí.
Po olympijských hrách se připojil k organizaci Montreal Canadiens, kteří si jej vybrali z draftu. Jelikož neměl zkušenosti s profesionální soutěží, byl poslán na rozehrání do jejich farmy k týmu Fredericton Canadiens v AHL. V AHL ukázal, že je dravý po sbíraní kanadských bodů, měl větší průměr získaných bodů za zápas a v závěru sezony si jej Montreal Canadiens stáhl z farmy. Premiérově nastoupil v NHL 23. března 1994 proti Winnipegu Jets. Premiéra se mu moc nevydařila, na branku vystřelil dvakrát a získal jeden záporný bod za pobyt na ledě. Ve třetím zápase proti Boston Bruins vystřelil pouze jednou na brankáře, kterému vstřelil branku, a získal svůj první bod v NHL. Od sezóny 1994/95 hrál pravidelně v základní sestavě Montreal Canadiens. V sezoně 1996/97 měl výborný start, v začátku měsíce října vstřelil hattrick proti Mighty Ducks of Anaheim, v dalším zápase vstřelil branku a dvě asistence. I v následujících zápasech bodoval, tím si vysloužil přezdívku "Mr. October". V této sezoně nasbíral nejvíce kanadských bodů.
V ročníku 1998/99 se s klubem neprobojovali do playoff, sezona sice pro něho skončila, ale hlavní trenér kanadské reprezentace Mike Johnston ho nominoval na mistrovství světa. Stejně jako v roce 1993 skončil s reprezentací na čtvrtém místě. První vážné zranění utrpěl v sezoně 1999/2000, 20. listopadu 1999 proti Los Angeles Kings utrpěl vážné poranění obratlů a krku, když ho tvrdě srazil kanadský útočník Ian Laperriere. Po nárazu zůstal ležet na ledu, po lékařském vyšetření byl z kluziště odvezen na nosítkách. Kvůli tomuto zranění chyběl týmu čtyři měsíce. Po osmi letech v organizaci Montreal Canadiens, byl v průběhu sezony 2001/02 vyměněn. 25. ledna 2001 byl společně se třetí volbou draftu 2002 a 2003 vyměněn do Phoenix Coyotes za ruského útočníka Sergeje Berezina. První zápas za Coyotes odehrál hned den po výměně, proti Columbus Blue Jackets a přihrál na branku. V klubu Phoenix Coyotes setrval až do závěru ročníku 2003/04, 9. března 2004 byl vyměněn do St. Louis Blues za budoucí vyrovnání. V St. Louis Blues sice dokončil sezonu, ale 29. června 2004 byl kvůli obchodním podmínkám vrácen Phoenixu. Za Phoenix už neodehrál žádný zápas, protože v sezoně 2004/05 byla v NHL výluka. Ve Phoenixu mu skončila smlouva a na nové se s vedením nedohodl. 1. července 2005 se tak stal nechráněným hráčem. Netrvalo dlouho a po dvou týdnech se dohodl na jednoleté smlouvě s Philadelphia Flyers. Za Philadelphia Flyers odehrál poslední sezonu své kariéry. 21. září 2006 oznámil oficiální konec kariéry.

## Rodina
Vrcholový hokej na profesionální úrovni hráli jeho strýcové Floyd Hillman, Larry Hillman a Wayne Hillman, všichni tři hráli v NHL. Nejstarší Floyd Hillman odehrál v NHL pouze 6 zápasů, hrával především v nižších soutěžích. Larry Hillman odehrál nejvíc zápasů v NHL, získal 6x Stanley Cup, 1x Calder Cup a 1x Avco World Trophy. Dokonce získal trofej v AHL Eddie Shore Award jako nejlepší obránce. Jeho třetí strýc Wayne Hillman taktéž hrál dlouhodobě v soutěži NHL, získal 1x Stanley Cup. Jeho tři synové rovněž hrají lední hokej. Nejstarší syn Ryan Savage hraje momentálně v juniorské soutěži za Miami University, kde působil jeho otec v letech 1990-93. Prostřední ze synů Red Savage je v rozvojovém americkém programu, který se především soustředí na rozvoj k reprezentační přípravě USA. Také má vest reprezentační mužstvo Spojených států do 18 let jako kapitán k mistrovství světa do 18 let 2021. Také je v hledáčku ke vstupnímu draft NHL 2021. Jeho nejmladší syn Rory Savage také hraje lední hokej, ale jako jediný na postu obránce.

## Ocenění a úspěchy
- 1993 CCHA – První All-Star Tým
- 1993 CCHA – Hráč roku
- 1993 NCAA – Druhý All-American Tým

## Prvenství
- Debut v NHL – 23. března 1994 (Winnipeg Jets proti Montreal Canadiens)
- První gól v NHL – 26. března 1994 (Boston Bruins proti Montreal Canadiens)
- První asistence v NHL – 27. dubna 1994 (Montreal Canadiens proti Boston Bruins)
- První hattrick v NHL – 28. října 1995 (Montreal Canadiens proti Chicago Blackhawks)

## Klubová statistika
| Sezóna       | Klub                  | Soutěž       |              | Základní část | Základní část | Základní část | Základní část | Základní část |              | Play off     | Play off     | Play off     | Play off     | Play off     |
| Sezóna       | Klub                  | Soutěž       | Z            | G             | A             | B             | TM            | Z             | G            | A            | B            | TM           |              |              |
| 1990–91      | Miami RedHawks        | CCHA         | 28           | 5             | 6             | 11            | 26            | —             | —            | —            | —            | —            |              |              |
| 1991–92      | Miami RedHawks        | CCHA         | 40           | 24            | 16            | 40            | 43            | —             | —            | —            | —            | —            |              |              |
| 1992–93      | Miami RedHawks        | CCHA         | 38           | 37            | 21            | 58            | 44            | —             | —            | —            | —            | —            |              |              |
| 1992–93      | Kanadský národní tým  | —            | 9            | 3             | 0             | 3             | 12            | —             | —            | —            | —            | —            |              |              |
| 1993–94      | Kanadský národní tým  | —            | 51           | 20            | 26            | 46            | 38            | —             | —            | —            | —            | —            |              |              |
| 1993–94      | Fredericton Canadiens | AHL          | 17           | 12            | 15            | 27            | 4             | —             | —            | —            | —            | —            |              |              |
| 1993–94      | Montreal Canadiens    | NHL          | 3            | 1             | 0             | 1             | 0             | 3             | 0            | 2            | 2            | 0            |              |              |
| 1994–95      | Montreal Canadiens    | NHL          | 37           | 12            | 7             | 19            | 27            | —             | —            | —            | —            | —            |              |              |
| 1995–96      | Montreal Canadiens    | NHL          | 75           | 25            | 8             | 33            | 28            | 6             | 0            | 2            | 2            | 2            |              |              |
| 1996–97      | Montreal Canadiens    | NHL          | 81           | 23            | 37            | 60            | 39            | 5             | 1            | 1            | 2            | 0            |              |              |
| 1997–98      | Montreal Canadiens    | NHL          | 64           | 26            | 17            | 43            | 36            | 9             | 0            | 2            | 2            | 6            |              |              |
| 1998–99      | Montreal Canadiens    | NHL          | 54           | 16            | 10            | 26            | 20            | —             | —            | —            | —            | —            |              |              |
| 1999–00      | Montreal Canadiens    | NHL          | 38           | 17            | 12            | 29            | 19            | —             | —            | —            | —            | —            |              |              |
| 2000–01      | Montreal Canadiens    | NHL          | 62           | 21            | 24            | 45            | 26            | —             | —            | —            | —            | —            |              |              |
| 2001–02      | Montreal Canadiens    | NHL          | 47           | 14            | 15            | 29            | 30            | —             | —            | —            | —            | —            |              |              |
| 2001–02      | Phoenix Coyotes       | NHL          | 30           | 6             | 6             | 12            | 8             | 5             | 0            | 0            | 0            | 0            |              |              |
| 2002–03      | Phoenix Coyotes       | NHL          | 43           | 6             | 10            | 16            | 22            | —             | —            | —            | —            | —            |              |              |
| 2003–04      | Phoenix Coyotes       | NHL          | 61           | 12            | 13            | 25            | 36            | —             | —            | —            | —            | —            |              |              |
| 2003–04      | St. Louis Blues       | NHL          | 13           | 4             | 3             | 7             | 2             | 5             | 1            | 1            | 2            | 0            |              |              |
| 2004–05      | Výluka v NHL          | Výluka v NHL | Výluka v NHL | Výluka v NHL  | Výluka v NHL  | Výluka v NHL  | Výluka v NHL  | Výluka v NHL  | Výluka v NHL | Výluka v NHL | Výluka v NHL | Výluka v NHL | Výluka v NHL | Výluka v NHL |
| 2005–06      | Philadelphia Flyers   | NHL          | 66           | 9             | 5             | 14            | 28            | 6             | 1            | 0            | 1            | 4            |              |              |
| Celkem v NHL | Celkem v NHL          | Celkem v NHL | 674          | 192           | 167           | 359           | 321           | 39            | 3            | 8            | 11           | 12           |              |              |

## Reprezentace
| Rok                       | Tým                       | Soutěž                    | Z  | G | A | B  | TM |
| ------------------------- | ------------------------- | ------------------------- | -- | - | - | -- | -- |
| 1993                      | Kanada                    | MS                        | 8  | 1 | 0 | 1  | 2  |
| 1994                      | Kanada                    | OH                        | 8  | 2 | 2 | 4  | 6  |
| 1999                      | Kanada                    | MS                        | 8  | 3 | 3 | 6  | 6  |
| Seniorská kariéra celkově | Seniorská kariéra celkově | Seniorská kariéra celkově | 24 | 6 | 5 | 11 | 14 |